# سازگاری عقبرو

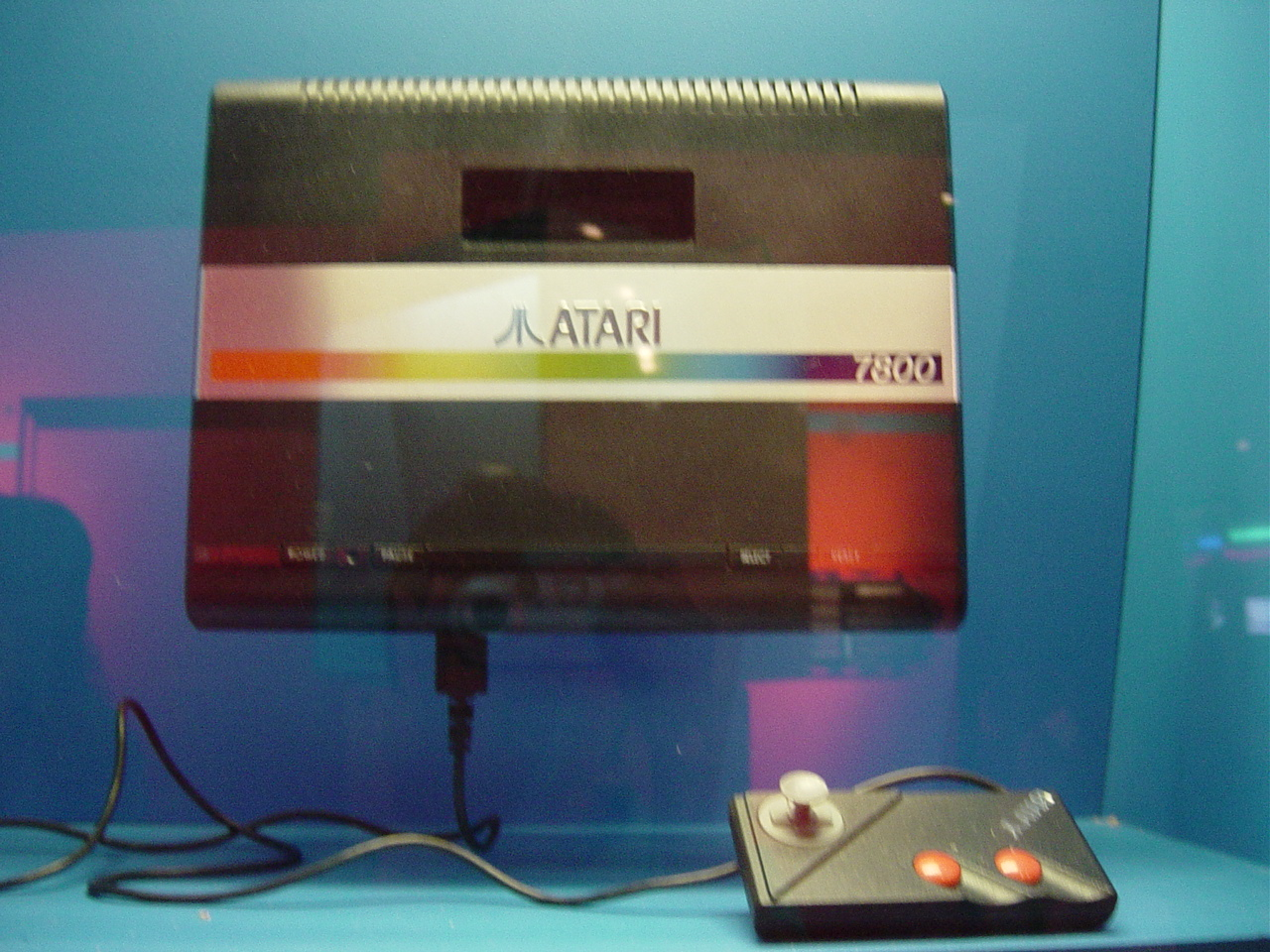
سازگاری عقبرو

پس‌سازگاری یا سازگاری عقب‌رو (انگلیسی: backward compatibility) یک ویژگی از ابزار یا فناوری‌هایی است که توانایی کار کردن با ورودی‌های درست‌شده در نسخه‌های پیش از خود را در آنها ممکن می‌سازد و غالباً در مخابرات و رایانش مطرح می‌شود. اگر فرآورده‌ای بنابر استانداردهای تازه درست شده باشد ولی توانایی خواندن، مشاهده ‌کردن یا پخش استانداردها و قالب‌های پیش از خود را هم داشته باشد، این فرآورده پس‌سازگار خوانده می‌شود یا می‌گوییم دارای پس‌سازگاری است.
به تغییر یک سامانه به نحوی که قابلیت سازگاری عقب‌رو نداشته باشد، گاهی «شکستن» سازگاری عقب‌رو می‌گویند. (انگلیسی: "breaking" backward compatibility) گفته می‌شود.

## مثال‌ها
- راه اندازهای دیسک‌های بلو-ری (Blu-ray) توانایی خواندن دیسک‌های لوح فشرده (CD) و دی وی دی (DVD) را دارند.
- PCI Express 2.0 سازگاری عقبرو با PCI Express 1.1 را دارند.
- یواس‌بی نسخه ۳، که از ابزارهای USB 2.0 و USB 1.1 هم پشتیبانی می‌کند.